# Serenad Bayraktar
Serenad Bayraktar (Antalya, 14 juli 1998) is een Turks-Nederlands trompettiste en zangeres.

## Biografie
Bayraktar werd geboren als Naime Serenad Bayraktar en komt uit een muzikaal gezin. Haar beide ouders waren muziekdocent en uitvoerend muzikant. Ze begon al op jonge leeftijd met zingen in het kinderkoor TRT in Turkije. Ze trad vervolgens 3 jaar lang op met het koor. Ook was het koor te horen in radioprogramma's.
Op 11-jarige leeftijd begon ze een trompetstudie aan het staatsconservatorium in Eskişehir. Daar studeerde ze bij pedagoog en solist Erden Bilgen. Sinds 2017 studeert ze klassieke trompet aan het Codarts in Rotterdam, waar ze tevens samenwerkt met onder meer Ad van Zon, Giuliano Sommerhalder en Andre Heuvelman.
Tijdens de coronacrisis van 2021 bracht Bayraktar haar eerste single en tevens album uit.
Ze werkt in Turkije samen met arrangeur en producent Genco Arı. Voor videoclips en films werkt ze samen met Murat Joker. Daarnaast werkt Bayraktar samen met bekende popartiesten, zoals Melek Mosso, Evrencan Gündüz en Gökhan Türkmen. Naast haar eigen label, B-Sound Productions, brengt ze muziek uit op GTR, het label van Gökhan Türkmen.

## Muziekstijl
Bayraktar speelt verschillende muziekstijlen, zoals alternatieve pop, jazz en disco, die ze ook geregeld combineert.

## Discografie

### Albums
| Jaar | Titel     | Opmerkingen |
| ---- | --------- | ----------- |
| 2021 | Uncovered |             |

### Singles
| Jaar | Titel                 | Album | Opmerkingen                              |
| ---- | --------------------- | ----- | ---------------------------------------- |
| 2021 | Kabul Ettim           |       |                                          |
| 2021 | Hissediyorum          |       |                                          |
| 2021 | Kolay Gelir           |       |                                          |
| 2021 | Güneye Göçelim        |       |                                          |
| 2021 | How Deep Is Your Love |       | Cover van de Bee Gees                    |
| 2021 | Just the Way You Are  |       |                                          |
| 2021 | Just the Two Of Us    |       |                                          |
| 2021 | Fragile               |       |                                          |
| 2021 | My Funny Valentine    |       | Cover van Richard Rodgers en Lorenz Hart |
| 2021 | Ain't Nobody          |       |                                          |
| 2022 | Kalp Kırıntıs         |       |                                          |
| 2022 | Kurak                 |       |                                          |
| 2022 | Karavan               |       |                                          |

### Ep's
| Jaar | Titel     | Opmerkingen |
| ---- | --------- | ----------- |
| 2022 | Mektuplar |             |

## Prijzen en onderscheidingen
| Jaar | Plaats    | Opmerkingen                                                                    |
| ---- | --------- | ------------------------------------------------------------------------------ |
| 2012 | 1e plaats | 7e internationale concours voor jonge trompettisten in Stara Zagora, Bulgarije |
| 2015 | 1e plaats | 19e internationale jongemuzikantenconcours in Udine, Italië                    |
| 2017 | 1e plaats | Internationaal trompetconcours in Genève, Zwitserland                          |